# Cities Built on Sand
Cities Built on Sand är VersaEmerges första EP. På denna EP sjunger den förre sångaren Spencer Pearson.

## Låtlista
| Nr | Titel                          | Längd |
| -- | ------------------------------ | ----- |
| 1. | Prelude                        | 0:14  |
| 2. | Forced Doors on the 14th Floor | 4:22  |
| 3. | The Blank Static Screen        | 5:37  |
| 4. | Cities Built on Sand           | 5:41  |
| 5. | Ennui                          | 4:18  |